# Giuseppe Simone Assemani
Giuseppe Simone Assemani (en árabe: يوسف بن سمعان السمعاني‎ Yusuf ibn Siman as-Simani, en inglés: Joseph Simon Assemani, en latín: Ioseph Simonius Assemanus), nació el 27 de julio de 1687 en Hasroun, Líbano y murió el 13 de enero de 1768 en Roma. Assemani fue bibliotecario, orientalista de Líbano  y eparca maronita. Por sus esfuerzos, y su conocimiento enciclopédico, se ganó el sobrenombre de "El Gran Assemani".

## Vida
Giuseppe Simone Assemani nació el 27 de julio de 1687 en Hasroun, en la cordillera del Líbano en el seno de la familia Assemani. Su apellido está relacionado con varios distinguidos orientalistas y miembros del clero. "Assemani" es un patronímico árabe que significa "hijo de Simeón", pero esto no impidió que fuera llamado Simón. Siendo muy joven, en 1703, fue enviado al Colegio Maronita en Roma y de allí fue trasladado a la biblioteca apostólica vaticana. Assemani se graduó en 1709 y su talento (en ese momento había escrito ya tres ensayos sobre gramática y teología sirias) no pasó desapercibido para el Papa Clemente XI, que lo mantuvo en Roma y le ordenó que catalogara los manuscritos cristianos antiguos traídos en 1707 de Egipto por su hermano Elías. En 1710, Giuseppe trabajaba como escribano de manuscritos Orientales (scriptor Orientalis), traductor del árabe y el siríaco y asesor de la Congregación para la revisión y reforma de los libros litúrgicos del rito Oriental. Fue ordenado sacerdote el 21 de septiembre de 1710. En 1711, Assemani recibió la autorización del papa para pasar del rito Maronita al rito latino. De 1715 a 1717 fue enviado a Uadi Natrun, el Cairo, Damasco y Líbano para buscar manuscritos valiosos y regresó con cerca de 150 seleccionados, con los que formó una colección en la Biblioteca del Vaticano. En 1735 el Papa Clemente XII le envió de nuevo al Este, donde presidió el Sínodo Maronita de 1736, que sentó las bases de la Iglesia Maronita moderna. Regresó con una colección aún más valiosa, ya que se encontró con la oportunidad de recoger aún más obras antiguas. Esta vez se llevó cerca de 2.000 obras, la más importante de las cuales era el Codex Assemanius, un evangeliario que trajo de Jerusalén en 1736. Más adelante desempeñaría un importante papel de mediación en varias crisis en la jerarquía de la Iglesia Maronita, gracias a su influencia en Roma y a su conocimiento de la Iglesia Maronita.
En 1738 Assemani estaba de nuevo en Líbano y a su regreso, en 1739, fue nombrado Primer Bibliotecario de la biblioteca del Vaticano. También fue nombrado cronista oficial del Reino de Nápoles por Carlos de Borbón (futuro Carlos III de España).
En Roma comenzó de inmediato a elaborar planes para publicar lo más valioso de sus obras completas. Su traducción de los escritos de Efrén de Siria, su bibliografía de los escritores siríacos de la Biblioteca Clementina-Vaticana y su clasificación de escritos bizantinos son también muy importantes.
En reconocimiento de sus logros, fue creado obispo el 1 de diciembre de 1766 y consagrado arzobispo titular de Tiro el 7 de diciembre de 1766 por el Cardenal Enrique Benedicto Estuardo, Duque de York y obispo Titular de Frascati; su co-consagradores fueron su sobrino Stefano Evodio Assemani, obispo titular de Apamea, en Bitinia, y Nicholas-Xavier Santamarie, obispo titular de Cirene. Murió en Roma el 13 de enero de 1768. Parte de su obra se perdió en su apartamento durante un incendio el 30 de agosto de 1768.
Sus sobrinos, Giuseppe Luigi Assemani y Stefano Evodio Assemani, fueron también destacados orientalistas.

## Obras
Cuando fue nombrado primer bibliotecario de la biblioteca del Vaticano comenzó inmediatamente la ejecución de un amplio plan de edición y publicación de los manuscritos más valiosos de los tesoros del Vaticano. Su obra principal es:
- http://digitale-sammlungen.ulb.uni-bonn.de/ulbbn/content/titleinfo/121369, Bibliotheca Orientalis Clementino-Vaticana in qua manuscriptos codices Syriacos, Arabicos, Persicos, Turcicos, Hebraicos, Samaritanos, Armenicos, Aethiopicos, Graecos, Aegyptiacos, Ibericos, et Malabaricos, jussu et munificentia Clementis XI Pontificis Maximi ex Oriente conquisitos, comparatos, et Bibliotecae Vaticanae addictos Recensuit, digessit, et genuina scripta a spuriis secrevit, addita singulorum auctorum vita, Joseph Simonius Assemanus, Syrus Maronita (Rome, 1719–1728), 9 vols folio

De la Biblioteca, solo se completaron los tres primeros tomos. El trabajo debía tener cuatro partes:
1. Manuscritos siríacos, ortodoxos, Nestorianos y Jacobitas
2. Manuscritos árabes, cristianos y musulmanes
3. Manuscritos coptos, etíopes, persas y turcos.
4. Manuscritos siríacos y árabes no claramente teológicos[7]

Solo se completó la primera parte, pero se hicieron importantes preparativos para los demás. Hay una versión abreviada alemana realizada por August Friedrich Pfeiffer (Erlangen 1770-77) y una reimpresión (Hildesheim, Nueva York: Olms o.J. ca. 1990).
Otras obras son:
- Ephraemi Syri opera omnia quae existentes, Gr., Syr., et Lat., 6 vols. folio (Roma, 1737-1746). Editó los primeros tres volúmenes, los volúmenes 4 y 5 fueron editados por el Maronita Jesuita Mubarak, o Benedictus, y el 6º por su sobrino Stefano Evodio Assemani.
- Italicae historiae scriptores ex bibliothecae Vaticanae aliarumque insignium Bibliothecarum manuscriptis codicibus collegit, e praefationibus, notisque illustravit Joseph Simonius Assemanus. Romae, ex typographia Komarek apud Angelum Rotilium, 1751.
- Codex canonum Ecclesiae graecae. Romae, ex typographia Komarek, 1762.
- De scriptoribus Syris orthodoxis. Romae, typis Sacrae Congregationis de Propaganda Fide, de 1719.
- Bibliotheca juris orientalis canonici et civilis auctore Josepho Simonio Assemano. (5 voll.) Romae, ex typographia Komarek, 1762-1766.
- Italicae historiae scriptores ex Bibliothecae Vaticanae, aliarumque insignium bibliothecarum manuscriptis codicibus collegit & praefationibus, notisque illustravit Joseph Simonius Assemanus ... De rebus Neapolitanis et Siculis, ab anno Christi quingentesimo ad annum millesimum ducentesimum. (4 voll.) Romae, ex typographia Komarek, apud Angelum Rotilium, Linguarum Orientalium Typographum, 1751-1753.
- Josephi Simoni Assemani De Syris monophysitis dissertatio. Romae, ex typographia Sacrae Congregationis de propaganda fide, de 1730.
- Josephi Simonii Assemani Quae hactenus typis prodierunt opera omnia. Romae, ex typographia Angeli Rotilii, & Philippi Bacchelli, e regione domus PP. Theatinorum S. Andreae de Valle, 1751.
- De sacris imaginibus et reliquiis," prévu en 5 volumes. Une partie des manuscrits fut sauvée et des extraits publiés par Bottarius (Roma, 1776).
- https://books.google.it/books?id=o4pYAAAAMAAJ&printsec=frontcover&dq=Giuseppe+Simone+Assemani&lr=&as_brr=1#v=onepage&q=Giuseppe%20Simone%20Assemani&f=false, Kalendaria Ecclesiae universae, en quibus tum ex vetustis marmoribus, tum ex codicibus, tabulis, parietinis, pictis, scriptis, scalptisve, sanctorum nomina,imagines, et festi per annum dies Ecclesiarum Orientis, et Occidentis praemissis uniuscujusque Ecclesiae originibus recensentur, describuntur, notisque illustrantur. (6 voll.) Roma, sumptibus Fausti Amidei ..., de 1755.
- Rudimenta linguae Arabicae cum catechesi christiana.... Romae, typis Sacrae Congregationis de Propaganda Fide, de 1732.
- Nuova grammatica per apprendere agevolmente la lingua greca composta da monsignor Giuseppe Simonio Assemani. (2 voll.) In Urbino, nella stamperia della Ven. Cap. del SS. Sagramento por lo stampator Camerale, 1737.
- Oratio de eligendo summo Pontifice ad E. mos & R. mos Principios S. R. E. Cardinales habita en la SS. Basilica Vaticana a Josepho Simonio Assemano, die 18 Februarii 1740. Romae, ex tipographia Apostolica Vaticana, apud Joannem Mariam Salvioni, 1740.
- Oratio habita in Basílica principis apostolorum de vrbe sie 22. februarii 1733. A Josepho Simonio Assemano ... dum a capitulo, et canonicis Benedicto XIII pontifici maximo solenne exequiae celebrarentur, antequam ejus corpus inde ad ecclesiam Santae Mariae supra Mineruam efferretur. Romae, & Ferrariae, Typis Bernardini Pomatelli impressoris episcopalis, 1733.
- Abraham Echellensis; Chronicon Orientale," publié dans "Scriptores Historiae Byzantinae," vol. XVII.
- Scriptorum Veterum Nova Collectio" (Roma, 1831). Plusieurs dissertations, sur les Églises Orientales, publiées par le cardenal Angelo Mai.
- Bibliothecae apostolicae vaticanae codicum manuscriptorum catalogus in tres partes distributus in quarum prima orientales in altera graeci en tertia latini italici aliorumque europaeorum idiomatum codices Stephanus Evodius Assemanus archiepiscopus apamensis et Joseph Simonius Assemanus. París, Maisonneuve, 1926.

## Obras inéditas
- "La Siria antigua y la moderna" (9 volúmenes);
- "La historia de Oriente" (9 volúmenes);
- "Catedrales de la Iglesia de Oriente" (6 volúmenes);
- "Euchologia de la Iglesia Oriental" (7 volúmenes).